# Рибниця (Вроцлавський повіт)
Рибниця (пол. Rybnica) — село в Польщі, у гміні Конти-Вроцлавські Вроцлавського повіту Нижньосілезького воєводства.
Населення — 135 осіб (2011).
У 1975-1998 роках село належало до Вроцлавського воєводства.

## Демографія
Демографічна структура станом на 31 березня 2011 року:
|          | Загалом | Допрацездатний вік | Працездатний вік | Постпрацездатний вік |
| -------- | ------- | ------------------ | ---------------- | -------------------- |
| Чоловіки | 71      | 14                 | 51               | 6                    |
| Жінки    | 64      | 10                 | 41               | 13                   |
| Разом    | 135     | 24                 | 92               | 19                   |